# گوشچییویتسه
گوشچییویتسه (به لاتین: Gościejewice) یک روستا در لهستان است که در گمینا بویانووو واقع شده‌است. گوشچییویتسه ۴۶۰ نفر جمعیت دارد.